# Haibun
Haibun (俳文?, literal, scriere haikai) este o fomă literară „prosimetrică” japoneză, care îmbină  proza cu haiku. Haibun-ul are o tematică amplă, incluzând genuri diverse, precum autobiografie, jurnal, eseu,  poem în proză, nuvelă și jurnal de călătorie. Un exemplu de haibun devenit clasic este Îngusta cale spre îndepărtatul nord de Bashō Matsuo.
„Cuvântul haibun este menționat pentru prima dată de Bashō, în 1690, ca definind un nou gen literar prezentându-se sub forma unui tradițional jurnal de călătorie japonez care împrumută modele din proza poetică chineză.”—Manuela Miga